# Rudgea panamensis
Rudgea panamensis là một loài thực vật có hoa trong họ Thiến thảo. Loài này được (Dwyer) C.M.Taylor miêu tả khoa học đầu tiên năm 1996.